# Academia Petropolitana de Letras
A Academia Petropolitana de Letras, outrora chamada de Associação Petropolitana de Ciências e Letras, é a entidade literária máxima da cidade brasileira de Petrópolis, estado do Rio de Janeiro. Tida como uma das academias mais antigas do país, em funcionamento ininterrupto desde que foi fundada em 1922.

## Objetivos
É uma instituição que congrega os principais escritores e intelectuais da cidade e que promove a literatura petropolitana em seus mais diferentes gêneros. Seus membros produzem, divulgam e fazem a produção circular. Fundamental no resgate e na manutenção da memória local, a história da Academia Petropolitana de Letras se entrelaça com a trajetória da cidade de Petrópolis, seus fatos históricos e personalidades.

## Histórico
Foi fundada a 3 de agosto de 1922, em plena “Semana de Arte Moderna”, movimento novo da Cultura Brasileira, e a um mês das comemorações do centenário da Independência do Brasil.
Por iniciativa de João Roberto d'Escragnolle, foi realizada uma reunião para fundação da entidade em 3 de agosto de 1922, presidida pelo então prefeito da cidade, Eugênio Lopes Barcelos. Nesta data foi eleita uma diretoria provisória dentre os dezessete intelectuais que se fizeram presentes, ficando o alcaide como o primeiro presidente, sendo apresentada a minuta de estatuto para a "Associação Petropolitana de Ciências e Letras". Em 23 do mesmo mês nova reunião se realizou com aprovação do estatuto e escolha da diretoria definitiva, mantendo o presidente, e adesão de novos membros. Tal reunião de fundação da entidade se deu numa antiga construção situada na Rua do Imperador, local onde atualmente encontra-se o Edifício Marchese e que possui uma placa comemorativa do centenário da Academia. Cabe destacar que o maestro Paulo Carneiro também foi um dos fundadores da Academia, ele que já tinha anteriormente criado na cidade a Escola de Música Santa Cecília.
Até 1928 permanece com o nome de Associação de Ciências e Letras quando, sob a presidência de Nair de Teffé, passa a se denominar Academia Petropolitana de Letras, tendo a aprovação oficial da nova denominação ocorrida em 30 de dezembro de 1929.
A Academia foi uma das primeiras do país a admitir mulheres em seu quadro social e a abrir a tribuna para os trabalhos literários de escritoras e poetisas, tendo inclusive sendo presidida por Nair de Teffé entre os anos de 1928 e 1932, cumprindo quatro mandatos bianuais. Nair também foi a primeira mulher a presidir uma Academia de Letras no país, numa época em que as mulheres não podiam se candidatar ou fazer parte de instituições culturais.
A partir do 4º estatuto, de 1934, a academia passou a contar com os atuais 40 acadêmicos efetivos, conforme o padrão da Academia Brasileira de Letras.
Em 23 de fevereiro de 1942, quando o escritor austríaco que residia na cidade de Petrópolis Stefan Zweig suicidou-se junto com sua secretária Elisabeth Charlotte, coube à Academia promover o velório no salão nobre do Grupo Escolar D. Pedro II, então sua sede, juntamente com a diretora do educandário, a professora e acadêmica Germana Gouveia.
Em 2022, como reverência ao seu centenário de existência, criou-se uma extensa programação comemorativa, como a inauguração de um monumento em homenagem ao ex-prefeito já falecido Paulo Gratacós, que foi um grande benemérito das várias academias e associações culturais da cidade. Já no Palácio Quitandinha ocorreu a sessão acadêmica em comemoração ao seu centenário. Posteriormente, na Casa Cláudio de Souza, prédio histórico onde fica sua sede, lançou-se o livro "Academia Petropolitana de Letras - em revista (coletânea das revistas da APL)". A missa em ação de graças aconteceu  na Catedral São Pedro de Alcântara, celebrada pelo Bispo Diocesano Dom Gregório Paixão, também acadêmico da instituição.

## Membros ilustres
Além de Nair de Teffé, a entidade contou com outros escritores tais como Olavo Dantas, Petrarca Maranhão, Carlos Góes, Leôncio Correia e Flávio Castrioto.

## Sedes da Academia
A Academia foi fundada numa sala da Pensão Petrópolis onde João Roberto d ‘Escragnolle instalou a sua “Agência Alex” de promoção turística e corretagem imobiliária. Depois funcionou, durante muitos anos, no salão nobre do Grupo Escolar D. Pedro II, graças ao apoio do Estado e da Diretora do educandário, a acadêmica Germana Gouveia.
No final da década de 1940 o então governador do Estado do Rio de Janeiro, coronel Edmundo de Macedo Soares mandou despejar a Academia Petropolitana de Letras do Grupo, sob o pretexto de ali instalar a secretaria do Ginásio Estadual. Para tanto, a direção do educandário lançou no Bosque do Imperador toda a documentação histórica da entidade. Foram desta forma perdidos livros de atas, fotografias, cartas, e todo o acervo acadêmico amealhado desde sua fundação em 1922. Tal fato ocorreu durante o período em que o desembargador José Joaquim Serpa de Carvalho presidia a Academia.
Graças ao empenho do acadêmico José de Cusatis, imóvel pertence ao Governo Federal por doação da família do escritor Claudio de Souza, anexada ao Museu Imperial, serve atualmente como sede da Academia. O mesmo local abriga a Academia Petropolitana de Educação, Academia Brasileira de Poesia (Casa Raul de Leoni) e o Instituto Histórico de Petrópolis. O chamado Silogeu Petropolitano foi instalado e inaugurado em 2 de setembro de 1993.